# ماكسيميليانو غونزاليس
ماكسيميليانو غونزاليس (بالإسبانية: Maximiliano González)‏ هو لاعب كرة قدم أرجنتيني في مركز الوسط، ولد في 12 مارس 1994 في San Lorenzo, Santa Fe ‏ في الأرجنتين. لعب مع روزاريو سنترال.

## وصلات خارجية
- ماكسيميليانو غونزاليس على موقع قاعدة بيانات كرة القدم.إي يو (الإنجليزية)
- ماكسيميليانو غونزاليس على موقع Soccerway.com (الإنجليزية)
- ماكسيميليانو غونزاليس على موقع AS.com (الإسبانية)